# O Pagador de Promessas
O Pagador de Promessas é um filme brasileiro do gênero drama, produzido e lançado em 1962, escrito e dirigido por Anselmo Duarte.
Baseado na peça teatral homônima do dramaturgo Dias Gomes, é até hoje o único filme brasileiro a conquistar a Palma de Ouro, prêmio máximo do Festival de Cannes, na França, um dos mais prestigiados e famosos festivais de cinema do mundo. Brasil e Estados Unidos são os únicos países do continente americano a conquistar a honraria. O Pagador de Promessas também se tornou o primeiro filme sul-americano a ser indicado ao Óscar de Melhor filme estrangeiro, embora tenha perdido o prêmio para o francês Les dimanches de Ville d'Avray durante a cerimônia de 1963.
Em novembro de 2015, ficou em nono lugar na Lista dos 100 melhores filmes brasileiros segundo a Abraccine (Abraccine).

## Enredo
Na década de 1960, Zé do Burro, um homem humilde, enfrenta a intransigência da Igreja ao tentar cumprir a promessa feita em um terreiro de Candomblé, que era carregar uma pesada cruz de madeira por um longo percurso.
Ele é dono de um pequeno pedaço de terra no interior da Bahia. Seu melhor amigo é um burro chamado Nicolau. Quando este adoece, ele não consegue fazer nada para que o animal melhore, então faz uma promessa a uma Mãe de Santo de Candomblé: caso o burro se recupere, promete que dividirá sua terra igualmente entre os mais pobres e carregará uma cruz, desde sua propriedade até a Igreja de Santa Bárbara, em Salvador, onde a oferecerá ao padre local. Assim que seu burro se recupera, Zé dá início à sua jornada.
Seguido fielmente pela esposa Rosa, Zé chega ao templo de madrugada. O padre local, que representa a autoridade da religião oficial, se recusa receber a cruz de Zé após ouvir dele a razão pela qual a carregou e as circunstâncias "pagãs" em que a promessa foi feita, impossibilitando seu cumprimento. Todos em Salvador tentam se aproveitar do inocente e ingênuo Zé. Os praticantes de candomblé querem usá-lo como líder contra a discriminação que sofrem da Igreja Católica, os jornais sensacionalistas transformam sua promessa de dar a terra aos pobres em grito pela reforma agrária. 
Zé insiste em entrar na Igreja e recebe apoio da população pobre, que acredita que ele tem o direito de pagar sua promessa, criando, assim, uma situação de conflito com o padre. A polícia é chamada para prevenir a entrada de Zé e ele acaba morto em um confronto violento entre policiais e manifestantes que lhe são favoráveis. Na última cena do filme, os manifestantes colocam o corpo morto de Zé em cima da cruz e entram à força na igreja.

## Elenco
- Leonardo Villar como Zé do Burro
- Glória Menezes como Rosa
- Norma Bengell como Marli
- Dionísio Azevedo como Padre Olavo
- Geraldo Del Rey como Bonitão
- Othon Bastos como Repórter
- Antônio Pitanga como Mestre Coca
- Roberto Ferreira como Dedé Cospe-Rima
- Gilberto Marques como Galego

## Produção
Rodado em Salvador, capital da Bahia, o filme inicialmente teria Glória Menezes interpretando Marli, enquanto Maria Helena Dias seria a co-protagonista, Rosa. Porém Maria Helena contraiu pneumonia e foi substituída por Glória, que deixou o papel de Marli para Norma Bengell.

## Principais prêmios e indicações
Oscar 1963 (EUA)
- Indicado a melhor filme estrangeiro

Festival de Cannes 1962 (França)
- Vencedor (Palma de Ouro) na categoria Melhor Filme.

Festival de Cartagena 1962 (Colômbia)
- Vencedor do Prêmio Especial do Júri.

San Francisco International Film Festival 1962 (EUA)
- Vencedor (Prêmio Golden Gate) nas categorias:
  - Melhor Filme.
  - Melhor Trilha Sonora (Gabriel Migliori).